# Grevea
Grevea es un género con tres especies de fanerógamas perteneciente a la familia Montiniaceae. 

## Especies seleccionadas
- Grevea bosseri
- Grevea eggelingii
- Grevea madagascariensis